# 이찬우 (2004년)
이찬우(2004년 11월 30일 ~ )는 대한민국의 축구 선수로, 포지션은 센터백이다. 현재 안산 그리너스 소속이다.